# Planificació regional
La planificació regional o Regional planning tracta sobre l'ús eficient de les activitats de la terra, infraestructura i creixement dels assentaments humans en una zona més extensa que la ciutat o el poble. N'està relacionada la planificació urbana (urban planning) la qual es refereix només a una població. Els dos termes estan encapsulats dins la planificació espacial (spatial planning) segons la pràctica europea.

## Nomenclatura
Les zones cobertes per aquest terme als Estats Units poden cobrir més d'un estat (com RPA) o una gran conurbació o xarxa d'assentaments. A Anglaterra les zones cobertes per la planificació regional són menys extenses que als Estats Units.

## Introducció
Les regions requireixen diversos usos de la terra; protecció d'explotacions agràries, ciutats, espai industrial, transport, infraestructua, bases militars i vida silvestre.
Una ‘regió’ en termes de planificació pot ser una regió administrativa o com a mínim funcional parcialment i probablement inclourà una xarxa de poblacions.